# Rosall
Rosall ist ein Gemeindeteil der Kreisstadt Tirschenreuth in der Oberpfalz. Der Ort liegt zehn Kilometer nordöstlich von Tirschenreuth im Stiftland. Rosall verfügt über eine Freiwillige Feuerwehr.

## Lage
Das Dorf Rosall liegt rund zehn Kilometer nordöstlich von Tirschenreuth. Durch Kreisstraßen ist der Ort mit den Nachbarorten Wondreb im Süden und Wernersreuth und Pfaffenreuth im Norden verbunden.

## Geschichte
Rosall wurde erstmals 1716 unter dem Namen „Rösel“ erwähnt. Der Name könnte von den slawischen Wörtern rozsadlo (zerstreuter Sitz) oder ruslo (Fluss, Flussbett) abgeleitet sein.
Die Gemeinde Rosall mit ihren vier Bestandteilen Rosall, Egglasgrün, Holzmühle und Hendlmühle wurde im Zuge der Gebietsreform in Bayern am 1. Januar 1971 aufgelöst. Egglasgrün wurde in die Gemeinde Wernersreuth eingegliedert. Bereits am 1. April 1971 kam es mit Wernersreuth zu Neualbenreuth. Der Rest der Gemeinde kam zu Wondreb und somit am 1. Mai 1978 zu Tirschenreuth.